# Malomsok
Malomsok község Veszprém vármegyében, a Pápai járásban.

## Fekvése
Veszprém vármegye északi peremén elhelyezkedő kisközség Győr-Moson-Sopron vármegye határán. Pápától 18, Győrtől pedig 42 kilométerre fekszik. Jellegzetes kisalföldi település. A közelében két folyó, a Rába és a Marcal folyik.

### Megközelítése
A településen, annak főutcájaként a 8416-os út halad végig, ezen érhető el a 83-as főút felől, Tét-Szentkút utáni letéréssel, illetve Marcaltő felől is.
Vasútvonal nem érinti, a legközelebbi vasúti csatlakozási lehetőség a Pápa–Csorna-vasútvonal Marcaltő megállóhelye, körülbelül 5 kilométerre délnyugatra.

## Története
Malomsok nevét 1325-ben említette először egy oklevél possessio Mulunsok (malomsoki birtok) néven. A község később hol Győr, hol Veszprém vármegyéhez tartozott és a neve is gyakran változott a történelem során.
A falu első ismert birtokosai az Omodék és a Marcaltőiek voltak, majd az 1600-1700-as években az Amadék lettek a kizárólagos urai egészen 1782-ig, majd miután a család férfiágon kihalt Amadé Dominika grófnő örökölte, kinek 1875-ben bekövetkezett haláláig birtokában maradt, kitől fiai örökölték, akik 1882-ben eladták Ruszton József Bécsben élő angol földbirtokosnak, kitől gróf Esterházi Sándor, majd gyermekei tulajdonába került a birtok.
A 18. században Ómalomsok és Újmalomsok néven kettévált a település, majd 1950-től újra egyesült. A településhez tartozik az egykori Ponyvád falu is.

## Közélete

### Polgármesterei
- 1990–1994: Schweiger Emil (független)[3]
- 1994–1998: Schweiger Emil (Baráti Kör Malomsok)[4]
- 1998–2002: Schweiger Emil Ferenc (független)[5]
- 2002–2006: Barczáné Majsa Klára (független)[6]
- 2006–2010: Barczáné Majsa Klára (független)[7]
- 2010–2014: Fintáné Dóra Mária (független)[8]
- 2014–2019: Fintáné Dóra Mária (független)[9]
- 2019–2024: Fintáné Dóra Mária (független)[10]
- 2024– : Fintáné Dóra Mária (független)[1]

## Népesség
A település népességének változása:
| Lakosok száma | 507  | 514  | 513  | 493  | 515  | 489  | 486  |
|               | 2013 | 2014 | 2015 | 2021 | 2022 | 2023 | 2024 |

A 2011-es népszámlálás során a lakosok 95,8%-a magyarnak, 0,4% cigánynak, 0,2% németnek, 0,2% horvátnak mondta magát (4,2% nem nyilatkozott; a kettős identitások miatt a végösszeg nagyobb lehet 100%-nál). A vallási megoszlás a következő volt: római katolikus 39,5%, református 3,4%, evangélikus 37,9%, görögkatolikus 0,2%, felekezeten kívüli 3,4% (15,4% nem nyilatkozott).
2022-ben a lakosság 95,3%-a vallotta magát magyarnak, 1,2% németnek, 0,2% ukránnak, 0,2% ruszinnak, 1,7% egyéb, nem hazai nemzetiségűnek (4,5% nem nyilatkozott; a kettős identitások miatt a végösszeg nagyobb lehet 100%-nál). Vallásuk szerint 34,2% volt római katolikus, 27,4% evangélikus, 3,3% református, 0,4% görög katolikus, 0,6% egyéb keresztény, 1,2% egyéb katolikus, 4,3% felekezeten kívüli (28,2% nem válaszolt).

## Nevezetességei
- Római katolikus templom: 1827-ben épült, klasszicista stílusú
- Evangélikus templom: 1760-ban épült, késő barokk stílusú
- Helytörténeti gyűjtemény: a régi postahivatal épületében
- Népi lakóház

## Itt születtek, itt éltek
- Edvi Illés Gergely - evangélikus lelkész 1660-tól 1674-ig itt élt a településen.